# Mézos
Mézos [mezɔs] est une commune du Sud-Ouest de la France, située dans le département des Landes (région Nouvelle-Aquitaine). Elle appartient au pays de Born.

## Géographie

### Localisation
Commune située dans la forêt des Landes en pays de Born.

### Communes limitrophes
Les communes limitrophes sont Bias, Escource, Lesperon, Lévignacq, Mimizan, Onesse-Laharie, Saint-Julien-en-Born, Saint-Paul-en-Born et Uza.
| Mimizan, Bias        | Saint-Paul-en-Born | Escource       |
| Saint-Julien-en-Born | Mézos              | Onesse-Laharie |
| Uza                  | Lévignacq          | Lesperon       |

### Climat
Pour des articles plus généraux, voir Climat de la Nouvelle-Aquitaine et Climat des Landes.
Historiquement, la commune est exposée à un climat océanique aquitain.  
En 2020, Météo-France publie une typologie des climats de la France métropolitaine dans laquelle la commune est exposée à un climat océanique et est dans la région climatique  Littoral charentais et aquitain, caractérisée par une pluviométrie élevée en automne et en hiver, un bon ensoleillement, des hiver doux (6,5 °C), soumis à la brise de mer.
Pour la période 1971-2000, la température annuelle moyenne est de 13,4 °C, avec une amplitude thermique annuelle de 13,6 °C. Le cumul annuel moyen de précipitations est de 1 173 mm, avec 12,9 jours de précipitations en janvier et 7,8 jours en juillet. Pour la période 1991-2020, la température moyenne annuelle observée sur la station météorologique la plus proche, située sur la commune de Rion-des-Landes à 26 km à vol d'oiseau, est de 13,7 °C et le cumul annuel moyen de précipitations est de 1 182,9 mm,. Pour l'avenir, les paramètres climatiques de la commune estimés pour 2050 selon différents scénarios d’émission de gaz à effet de serre sont consultables sur un site dédié publié par Météo-France en novembre 2022.

## Urbanisme

### Typologie
Au 1er janvier 2024, Mézos est catégorisée commune rurale à habitat dispersé, selon la nouvelle grille communale de densité à sept niveaux définie par l'Insee en 2022.
Elle est située hors unité urbaine et hors attraction des villes,.

### Occupation des sols

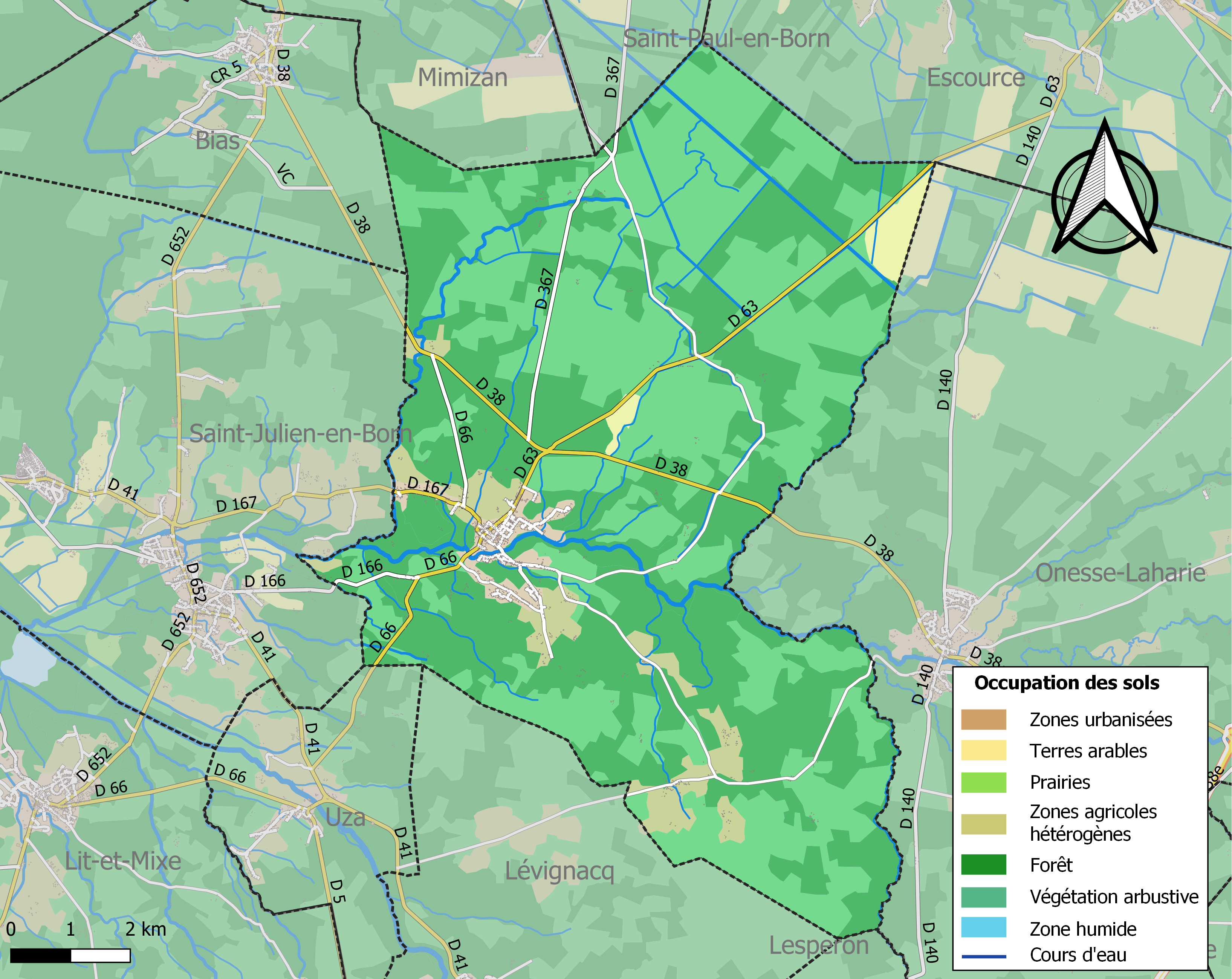
Carte des infrastructures et de l'occupation des sols de la commune en 2018 (CLC).

L'occupation des sols de la commune, telle qu'elle ressort de la base de données européenne d’occupation biophysique des sols Corine Land Cover (CLC), est marquée par l'importance des forêts et milieux semi-naturels (91,9 % en 2018), en diminution par rapport à 1990 (94,4 %). La répartition détaillée en 2018 est la suivante : forêts (46,6 %), milieux à végétation arbustive et/ou herbacée (45,2 %), zones agricoles hétérogènes (4,6 %), zones urbanisées (2,1 %), terres arables (1,5 %). L'évolution de l’occupation des sols de la commune et de ses infrastructures peut être observée sur les différentes représentations cartographiques du territoire : la carte de Cassini (XVIIIe siècle), la carte d'état-major (1820-1866) et les cartes ou photos aériennes de l'IGN pour la période actuelle (1950 à aujourd'hui).

### Risques majeurs
Le territoire de la commune de Mézos est vulnérable à différents aléas naturels : météorologiques (tempête, orage, neige, grand froid, canicule ou sécheresse), feux de forêts, mouvements de terrains et séisme (sismicité très faible). Un site publié par le BRGM permet d'évaluer simplement et rapidement les risques d'un bien localisé soit par son adresse soit par le numéro de sa parcelle.
Mézos est exposée au risque de feu de forêt. Depuis le 20 avril 2016, les départements de la Gironde, des Landes et de Lot-et-Garonne disposent d’un règlement interdépartemental de protection de la forêt contre les incendies. Ce règlement vise à mieux prévenir les incendies de forêt, à faciliter les interventions des services et à limiter les conséquences, que ce soit par le débroussaillement, la limitation de l’apport du feu ou la réglementation des activités en forêt. Il définit en particulier cinq niveaux de vigilance croissants auxquels sont associés différentes mesures,.
Les mouvements de terrains susceptibles de se produire sur la commune sont des tassements différentiels.

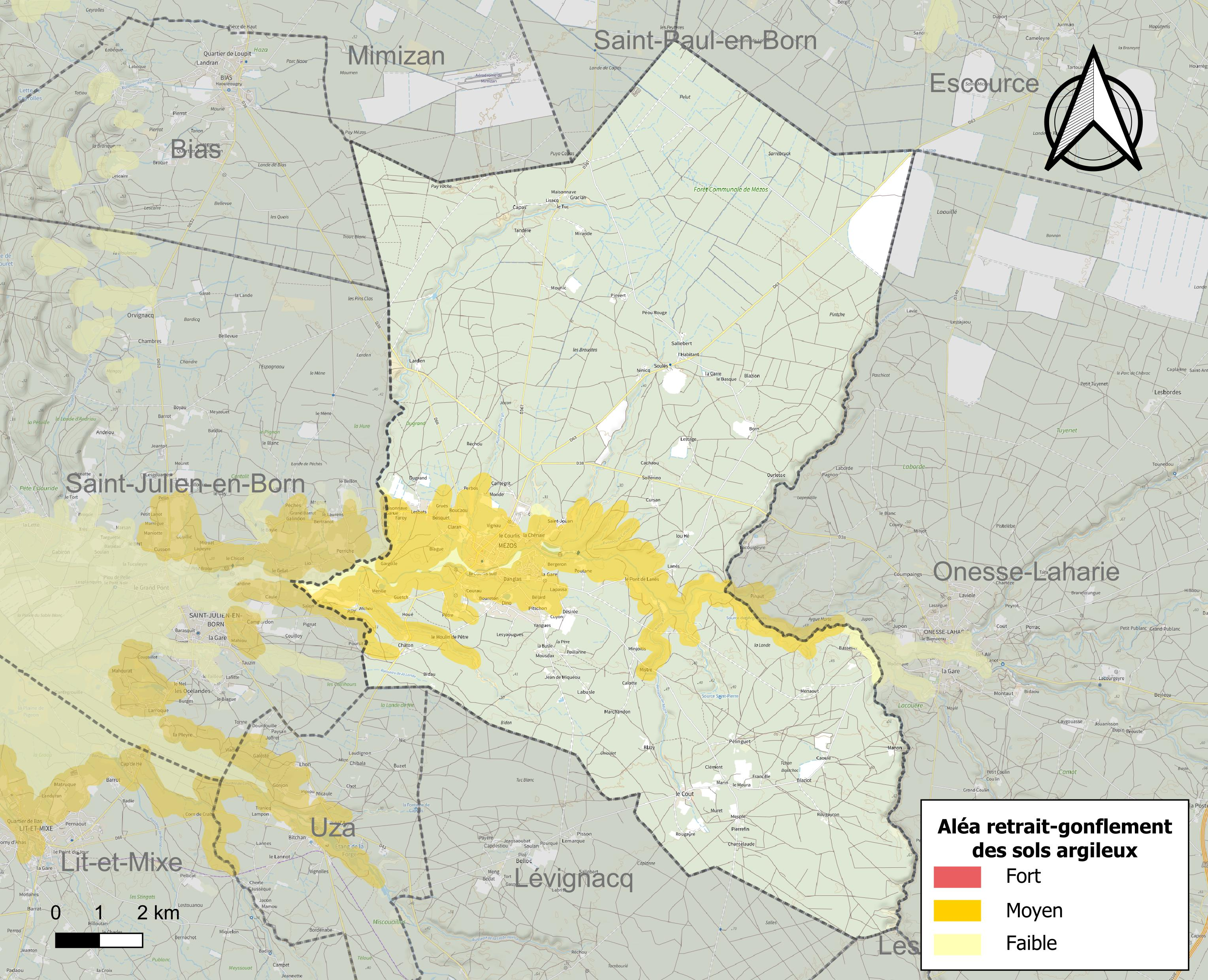
Carte des zones d'aléa retrait-gonflement des sols argileux de Mézos.

Le retrait-gonflement des sols argileux est susceptible d'engendrer des dommages importants aux bâtiments en cas d’alternance de périodes de sécheresse et de pluie. 11,1 % de la superficie communale est en aléa moyen ou fort (19,2 % au niveau départemental et 48,5 % au niveau national). Sur les 696 bâtiments dénombrés sur la commune en 2019,  419 sont en aléa moyen ou fort, soit 60 %, à comparer aux 17 % au niveau départemental et 54 % au niveau national. Une cartographie de l'exposition du territoire national au retrait gonflement des sols argileux est disponible sur le site du BRGM,.
La commune a été reconnue en état de catastrophe naturelle au titre des dommages causés par les inondations et coulées de boue survenues en 1999 et 2009 et par des mouvements de terrain en 1999.

## Toponymie
Mézos tirerait son nom du latin « mansiones » (maisons), faisant référence à des « gîtes et stations » sur plusieurs itinéraires antiques, dont la voie d'Antonin entre Uza et Pontenx-les-Forges, section de la voie romaine littorale reliant Burdigala (Bordeaux) à Aquae Tarbellicae (Dax). D’autres versions du nom sont attestées, dont Mezot, Mesot, Mayzos (1253 et 1254). Le nom Mezos (sans accent) est mentionné dans le pouillé du diocèse de Bordeaux en 1398.

## Histoire
Site d'occupation celtibère puis romaine.
Mézos est mentionné au milieu du XIIe siècle et s'est développé le long de la route des étangs, autour d’un établissement de l'ordre de Saint-Jean de Jérusalem.
Le 24 janvier 1903, Théophile Lajoie égorge à coups de pince tranchante les époux Dubrana, 70 et 63 ans, dans leur maison située sur la place de l'église de Mézos, ainsi que leur domestique, surnommée Gracieuse, afin de les voler. Originaire de Mézos, où son père vit encore, Théophile Lajoie est établi à Paris. Il repart précipitamment avec son complice après l'assassinat. Il est arrêté à Nice en mai 1903 puis condamné à mort en janvier 1904. Son complice, nommé Mercier, réussit à s'enfuir en Italie.

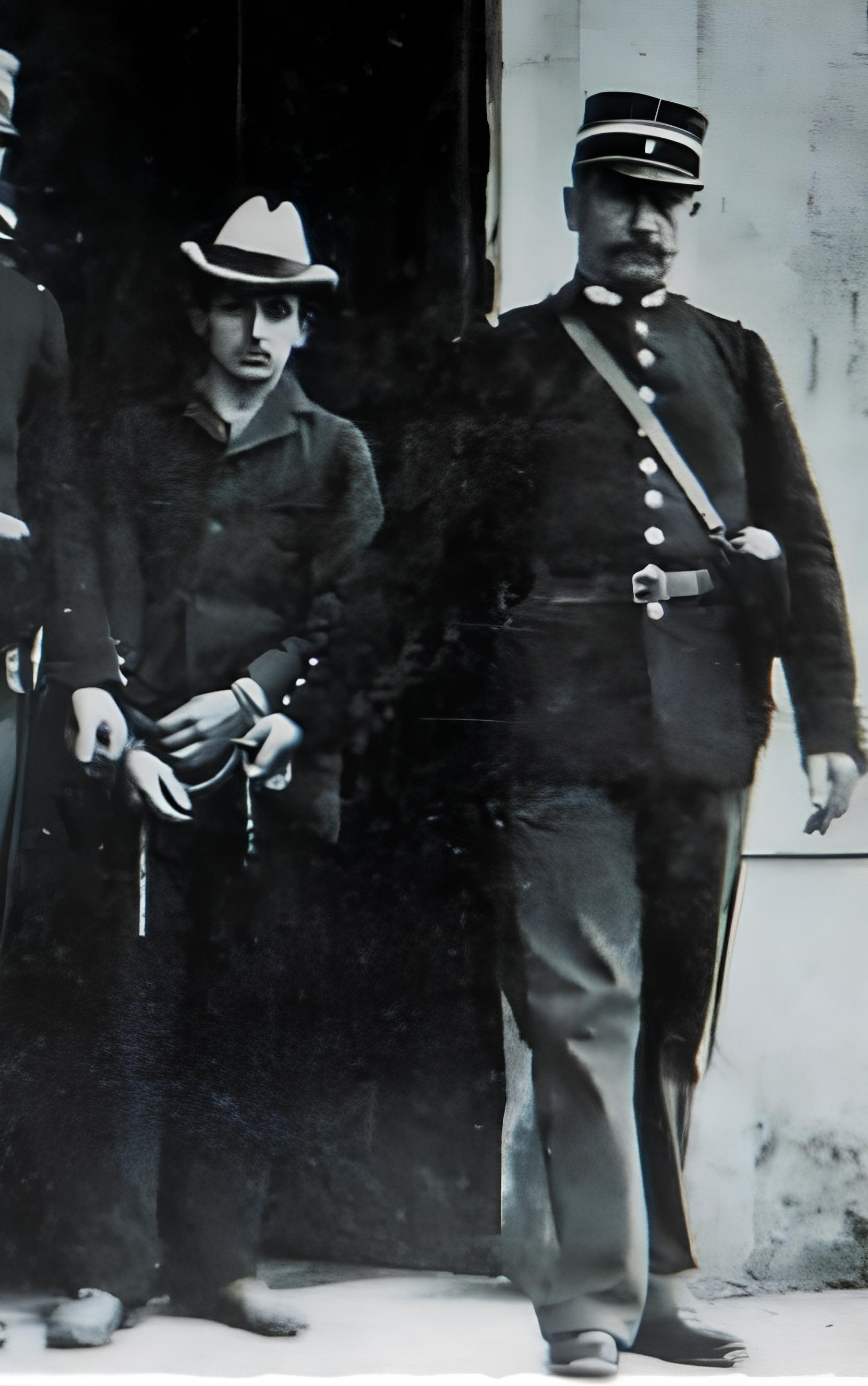
Théophile Lajoie escorté par deux gendarmes devant le palais de justice de Mont-de-Marsan à la fin de son procès.

## Politique et administration
| Période                                  | Période  | Identité       | Étiquette | Qualité         |
| ---------------------------------------- | -------- | -------------- | --------- | --------------- |
| 1965                                     | 1977     | Pierre Lacoste |           |                 |
| 1977                                     | 2020     | Jean Gourdon   | DVD       | Avocat retraité |
| mai 2020                                 | En cours | Gilles Ferdani |           |                 |
| Les données manquantes sont à compléter. |          |                |           |                 |

## Démographie
| 1793 | 1800 | 1806 | 1821 | 1831  | 1836  | 1841  | 1846  | 1851  |
| ---- | ---- | ---- | ---- | ----- | ----- | ----- | ----- | ----- |
| 961  | 859  | 809  | 970  | 1 130 | 1 163 | 1 286 | 1 519 | 1 530 |

| 1856  | 1861  | 1866  | 1872  | 1876  | 1881  | 1886  | 1891  | 1896  |
| ----- | ----- | ----- | ----- | ----- | ----- | ----- | ----- | ----- |
| 1 573 | 1 668 | 1 819 | 1 756 | 1 738 | 1 642 | 1 648 | 1 637 | 1 544 |

| 1901  | 1906  | 1911  | 1921  | 1926  | 1931  | 1936  | 1946  | 1954  |
| ----- | ----- | ----- | ----- | ----- | ----- | ----- | ----- | ----- |
| 1 561 | 1 542 | 1 549 | 1 404 | 1 306 | 1 257 | 1 153 | 1 060 | 1 069 |

| 1962  | 1968  | 1975 | 1982 | 1990 | 1999 | 2006 | 2007 | 2012 |
| ----- | ----- | ---- | ---- | ---- | ---- | ---- | ---- | ---- |
| 1 116 | 1 016 | 939  | 810  | 851  | 817  | 845  | 848  | 847  |

| 2017 | 2022 | - | - | - | - | - | - | - |
| ---- | ---- | - | - | - | - | - | - | - |
| 824  | 855  | - | - | - | - | - | - | - |

## Économie
La commune héberge un projet de parc photovoltaïque de 34 MWc développé par Valorem dont la mise en service est annoncée pour 2021. Situé sur une ancienne forêt dévastée par la tempête Klaus de 2009, son financement est ouvert à des SEM des environs.

## Lieux et monuments
- Église Saint-Jean-Baptiste.
- Église Saint-Pierre de Mézos.

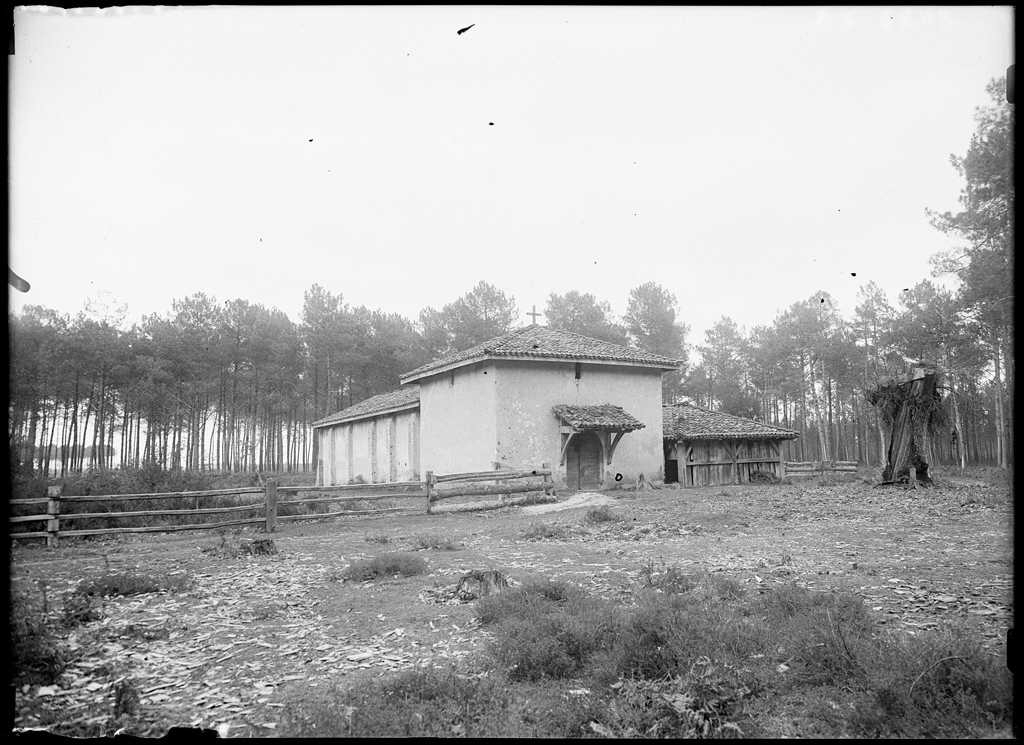
Chapelle Saint-Pierre de Mézos, photographiée par Félix Arnaudin en 1906.